# دفنی (استان آتیک)
شهر دفنی در استان آتیک در کشور یونان واقع شده است که دارای جمعیت ۲۳٬۳۱۳  نفر می‌باشد.

## نگارخانه

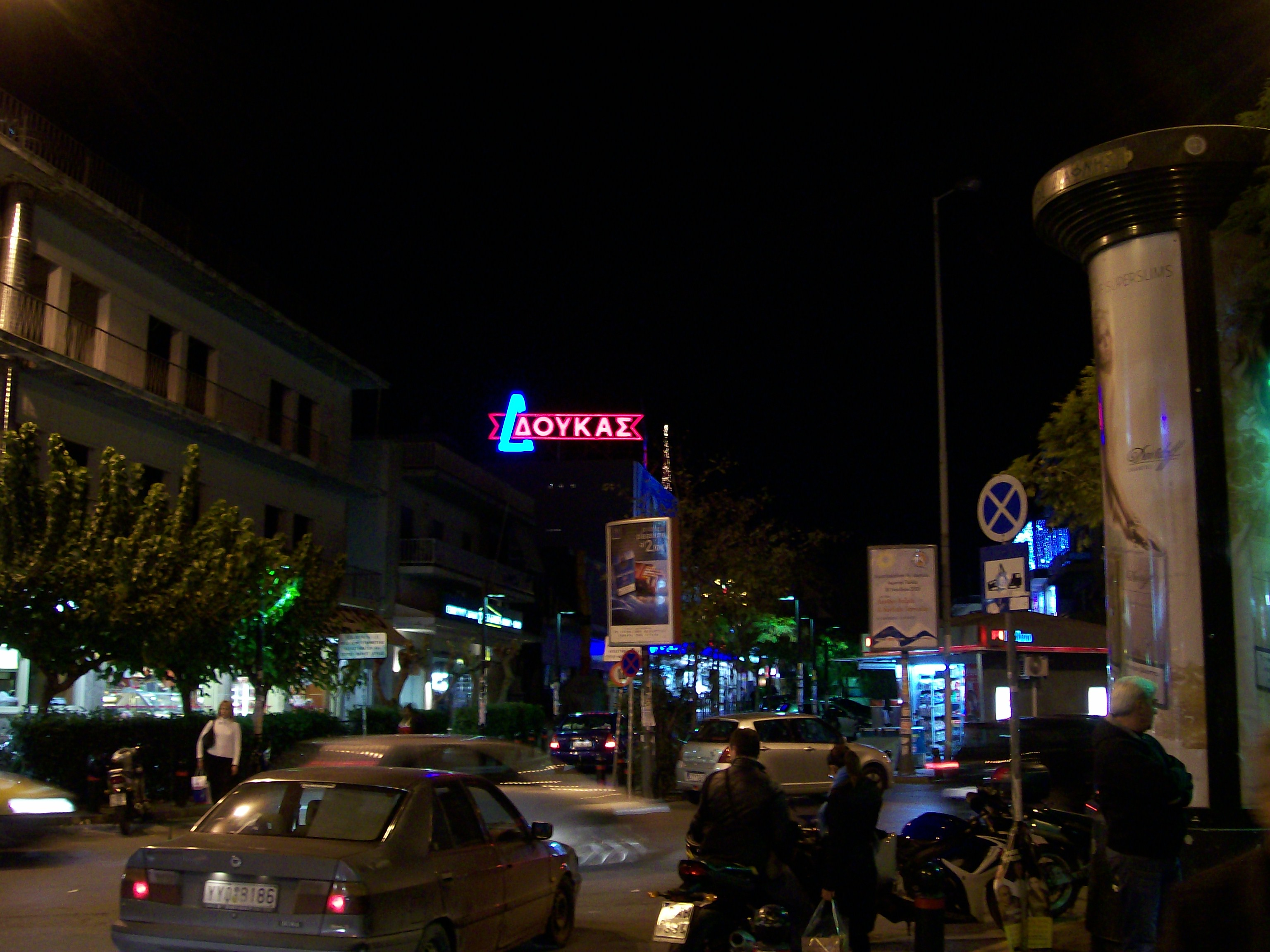